# Hermann Nortmann
Hermann Nortmann (* 30. Juni 1955) ist ein ehemaliger deutscher Behindertensportler und mehrfacher Teilnehmer an Paralympischen Spielen.

## Werdegang
Hermann Nortmann stammt aus dem Emsland. Als Folge eines schweren Motorradunfalls ist er seit 1976 querschnittsgelähmt und auf den Rollstuhl angewiesen. Da er sich für das Bogenschießen interessierte und Leistungssport betreiben wollte, gründete er 1988 in Werlte den Bogensportcub Werlte e. V. und wurde dessen 1. Vorsitzender.
Schon bald gehörte er im Rollstuhl-Bogensport zu den deutschen Spitzensportlern. 1992 gehörte er bei den Paralympischen Sommerspielen der deutschen Mannschaft an. Er nahm sowohl an den Einzelwettkämpfen als auch am Mannschaftswettbewerb der Bogenschützen erfolgreich teil. Im Mannschaftskampf errang er mit der deutschen Mannschaft den Sieg und damit eine Goldmedaille, während er im Einzel Zweiter wurde und damit die Silbermedaille erreichte. Bei den Sommer-Paralympics 1996 war er wieder erfolgreich und gewann mit der Rollstuhlmannschaft erneut eine Goldmedaille. Auch an den Paralympischen Spielen 2000 und 2004 nahm er mit der deutschen Mannschaft teil, allerdings ohne die Medaillenränge zu erreichen.
Danach widmete er sich dem Aufbau seines Clubs in Werlte, insbesondere von dessen Behindertenbereich. 2010 nahm er dann noch einmal an einer deutschen Meisterschaft teil und wurde in Karlsruhe Deutscher Meister in seiner Altersklasse.

## Auszeichnungen

### Paralympische Spiele
| Veranstaltung                    | Auszeichnung | Disziplin                        |
| -------------------------------- | ------------ | -------------------------------- |
| New York & Stoke Mandeville 1984 | Gold         | Slalom Klasse 2                  |
| New York & Stoke Mandeville 1984 | Silber       | Fünfkampf Klasse 2               |
| New York & Stoke Mandeville 1984 | Bronze       | Speerwurf Klasse 2               |
| Seoul 1988                       | Bronze       | Speerwurf Klasse 2               |
| Seoul 1988                       | Gold         | Fünfkampf Klasse 2               |
| Barcelona 1992                   | Bronze       | Bogenschießen Teams Klasse AR2   |
| Barcelona 1992                   | Silber       | Bogenschießen Einzel Klasse AR2  |
| Atlanta 1996                     | Gold         | Bogenschießen Teams Klasse W1/W2 |

### Auszeichnungen in Deutschland
- Am 23. Juni 1993 erhielt er das Silberne Lorbeerblatt.[6][7]
- 2004 wurde er Jahresbehindertensportler in Niedersachsen
- 2011 Ehrenportal Hall of Fame des Niedersächsischen Instituts für Sportgeschichte[8]